# اسماعیل‌کندی
اسماعیل‌کندی روستایی است که در استان اردبیل، شهرستان پارس‌آباد، بخش تازه‌کند، دهستان محمودآباد قرار دارد.

## جمعیت
بر اساس سرشماری سال ۱۳۹۰ جمعیت این روستا ۱۰۲۰ نفر با ۱۹۵ خانوار بوده‌است.